# Manuel Kubli
Manuel Kubli (* 9. April 1995) ist ein Schweizer Fussballspieler, der seit der Saison 2017/18 beim FC Rapperswil-Jona unter Vertrag steht.

## Karriere
Manuel Kubli spielte in seiner Jugendzeit beim FC Engstringen und wechselte im Alter von 11 Jahren in die Jugendabteilung des Grasshopper Club Zürich. Zur Saison 2014/15 wurde er in die erste Mannschaft aufgenommen, wurde jedoch kurze Zeit später bis zum Ende der Saison an den FC Rapperswil-Jona ausgeliehen. In der folgenden Saison gab er dann am 4. Spieltag gegen den FC Lugano sein Debüt für die Grasshoppers, als er beim 6:1-Sieg in der 82. Spielminute beim Stand von 5:1 für Shani Tarashaj eingewechselt wurde. Bis zum Ende der Saison kam er aufgrund eines Kreuzbandriss zu keinem Einsatz mehr in der 1. Mannschaft, spielte jedoch noch einige Spiele für die U21-Mannschaft. Zur Saison 2016/17 wurde Kubli erneut an den FC Rapperswil-Jona ausgeliehen, wobei er zu total 18 Einsätzen kam und dabei ein Tor erzielte. Am Ende der Saison feierte das Team den erstmaligen Aufstieg in die Challenge League.

## Titel und Erfolge
FC Rapperswil-Jona
- Meister der Promotion League: 2017